# Gulagu.net
Gulagu.net (рус. «Гулагу — нет») — общественный гуманитарный проект, созданный правозащитником Владимиром Осечкиным в России в 2011 году. Основной деятельностью проекта являются противодействие пыткам и коррупции в российской исправительной системе и защита прав заключённых в российских пенитенциарных учреждениях.
В 2015 году основатель проекта Владимир Осечкин, а в 2021 году и основная команда, эмигрировали во Францию, где продолжают работу проекта.

## Предыстория
Создатель проекта Владимир Осечкин в России был два раза обвиняемым в преступлениях и подвергался лишению свободы.
Первый раз — в начале 2000-х годов. Студент юридического факультета в Самаре Владимир Осечкин был арестован по обвинению в убийстве. Из него пытались выбить признание, однако адвокат помог ему доказать свою непричастность, и его освободили после трёх месяцев содержания под стражей.
Второй раз — в 2007 году. В 2004 году предприниматель Владимир Осечкин открыл свой автомобильный торговый центр «Бестмоторс» под Красногорском в Московской области. В 2007 году местный Департамент экономической безопасности МВД начал проверку автосалона, а сам Осечкин получил сведения, что против него хотят завести дело о мошенничестве, но он может откупиться, если даст взятку. Владимир, будучи уверенным в чистоте своего бизнеса, отказался, однако сотрудники МВД начали давить на сотрудников салона, и они согласились продать несколько автомобилей «мимо кассы». За это он был обвинён в экономических преступлениях (статьи 159 ч. 4, ст. 160 ч. 4 и ч. 3, и ст. 174-1 ч. 4 УК РФ). В течение почти двух лет он находился в Красногорском СИЗО, где против него применялись противоправные действия (в результате которых у него ухудшилось зрение и было выбито несколько зубов) с целью получения от него признательных показаний. В 2010 году Осечкин был осуждён на 7 лет лишения свободы, однако он постоянно писал жалобы на бесчинства в изоляторе и нарушение его прав, а также на организаторов его заключения (которые в итоге были осуждены за получение взяток). Через год был освобождён по УДО.
Проект был создан в 2011 году, после освобождения Владимира Осечкина из заключения.

## Деятельность проекта

### Создание и работа веб-сайта
После освобождения Владимир решил довести дело до конца и добиться ареста всех сотрудников правоохранительных органов, которые вовлечены в коррупционные схемы, из-за которых в тюрьму попадают невинные люди. Однако нити, по мнению Осечкина, уходили к семье генерального прокурора Юрия Чайки и другим высокопоставленным лицам, что препятствовало рассмотрению дела. Для противодействия противоправным действиям в отношении обвиняемых и заключённых, Владимир решил создать правозащитную организацию, которую назвал сначала «True-Justice.Net» (затем была переименована в «Gulagu.net»), а также веб-сайт Corruption.ru (позже — No-corruption.ru), чтобы бороться с заказными уголовными делами.
Вскоре веб-сайт превратился в социальную сеть для родственников осуждённых, где они могли рассказать о противоправных действиях в отношении своих близких. Сайт быстро стал набирать популярность, в результате освещения проблем в крупных СМИ и провала реформы ФСИН, а также протестов в российских колониях (в Башкирии, Челябинской области (колонии в Копейске) и других) многие дела получили огласку.

### Работа в России до эмиграции
С 2013 года проект Gulagu.net работал над созданием системы защиты заключённых от пыток и угроз со стороны силовых органов.
В 2014 году Владимир Осечкин был приглашён в Государственную думу в совет по развитию общественного контроля.
Проект Gulagu.net приложил руку к раскрытию масштабной и массовой гранд-коррупции во властных структурах РФ, превышения полномочий сотрудников ФСИН, многих свидетельств пыток в российских колониях и СИЗО, деятельности «капо-разработчиков» и «пресс-хат», через которые правоохранительные органы в России добиваются «признательных» показаний от заключённых.
В 2015 году, из-за начавшейся кампании дискредитации и преследований со стороны госорганов, самому основателю проекта Владимиру Осечкину пришлось эмигрировать во Францию, откуда он продолжал руководство деятельностью проекта. Но координаторы Gulagu.net продолжали работать в России ещё около шести лет.
Одно из наиболее громких расследований — пытки заключённых в ИК-1 Ярославской области. Ряд других расследований по пыткам: в колониях Иркутской области, ИК-11 Ставропольского края, в ИК-14 Нижегородской области, в ИК-33 Хакасии, в ИК-13 Новосибирской области, в СИЗО-1 Владимира.
В 2021 году, из-за усиления преследований, основная команда координаторов проекта была эвакуирована из России в Европу, откуда Gulagu.net продолжил свою работу через интернет.

### Дело о пытках осуждённых в тюремной больнице под Саратовом
2 сентября 2021 года на канале Gulagu.net было опубликовано разоблачительное видео со сценами извращённого сексуального насилия над заключёнными; по утверждению Осечкина, съёмка была сделана в областной туберкулёзной больнице № 1 (ОТБ-1) управления ФСИН по Саратовской области.
5 октября 2021 года Владимир Осечкин сообщил, что проект Gulagu.net получил первую часть секретного видеоархива спецслужб, состоящую из 40 гигабайт видеозаписей, фотографий и документов, касающихся пыток и изнасилований в местах заключения. Как утверждалось, данные были получены от заключённого, на протяжении пяти лет имевшего доступ к компьютерам, подключённым к ведомственной компьютерной сети ФСИН в Саратовской ОТБ-1, где он всё это время находился. Осечкин прокомментировал этот архив, заявив, что «это было организовано государством, должностными лицами ФСИН и ФСБ, которые утверждали пыточные схемы, которые снимали это все, документировали и архивировали», а жертв «потом шантажировали, вербовали, заставляли сотрудничать с оперативным управлением ФСИН и ФСБ, угрожая переводом в касту „униженных“». Впоследствии стало известно, что видеоархив ФСИН был получен от гражданина Белоруссии Сергея Савельева, который был осуждён в России за приобретение наркотиков, а в саратовской ОТБ-1 был неофициально привлечён к бесплатной работе в отделе безопасности в качестве компьютерщика.
22 октября 2021 года на YouTube-канале Ксении Собчак при содействии Gulagu.net вышел специальный репортаж «Бомба на 100 гигабайт. Первое интервью с Сергеем Савельевым, который выкрал „пыточный архив“ ФСИН».
В итоге были возбуждены пять уголовных дел по фактам насилия в ОТБ-1, три сотрудника УФСИН и начальник ОТБ-1 были уволены.
В то же время Сергей Савельев был объявлен российскими властями в розыск в связи с уголовным делом о «неправомерном доступе к компьютерной информации».

#### Список Савельева
1 ноября 2021 года команда проекта Gulagu.net совместно с Сергеем Савельевым опубликовала первую часть создаваемого ими документального фильма «Список Савельева», в котором начала обнародование конкретного перечня должностных лиц ФСИН России, которых по результатам своего расследования, команда проекта Gulagu.net считает причастными к пыткам. В первые же 10 часов после публикации 1-ю часть фильма просмотрело более 400 000 человек. В этот же день в социальной сети Facebook основателю проекта Gulagu.net Владимиру Осечкину без предупреждения был заблокирован доступ к его профилю.
10 ноября 2021 года прокурор Саратовской области Сергей Филипенко отменил постановление о возбуждении уголовного дела в отношении Сергея Савельева, обнародовавшего видео с пытками в саратовской тюрьме
19 ноября 2021 года команда проекта Gulagu.net совместно с Сергеем Савельевым опубликовала вторую часть документального фильма «Список Савельева». Во второй части фильма показаны лица и названы звания причастных к пыткам в ОТБ-1, указаны конкретные даты и время совершения пыток, истязаний и изнасилований, превышения должностных полномочий с применением спецсредств и халатности сотрудников. Ко времени публикации второй части фильма, количество просмотров 1-й части достигло уже более 1 000 000 человек.
25 ноября 2021 года президент России Владимир Путин своим указом уволил главу Федеральной службы исполнения наказаний (ФСИН) Александра Калашникова.

### Расследование участия российских заключённых в боевых действиях

#### Причастность НВФ «ЧВК Вагнера»
14 сентября 2022 года Владимир Осечкин и некоторые другие источники опубликовали на YouTube 6-минутное видео, на котором, как поясняет Осечкин, снято, как владелец НВФ «ЧВК Вагнера» Евгений Пригожин «получает по протекции генералов ФСБ и ФСИН доступ в российские колонии к заключённым и производит их вербовку и рекрутирование на российско-украинскую войну», на срок не менее шести месяцев. На видео Пригожин в разговоре с вербуемыми заключёнными заявляет, что штрафные воинские подразделения, комплектуемые им из заключённых российских исправительных учреждений, совершают на территории Украины внесудебные казни, в том числе убивают россиян и совершают военные преступления в отношении украинцев.
По данным правозащитников проекта Gulagu.net, президент России Владимир Путин поручил Пригожину завербовать около 20 тысяч осуждённых.
18 сентября 2022 года шесть членов Совета по правам человека при президенте России обратились в Генпрокуратуру с просьбой разъяснить, на каких основаниях российские заключённые принимают участие в боевых действиях на Украине. Также портал RTVI опубликовал статью, посвящённую свидетельским публикациям Осечкина.

#### Показательное убийство Евгения Нужина
13 ноября 2022 года, телеграм-канал Grey Zone, аффилированный с «ЧВК Вагнера», опубликовал видео с жестокой расправой над заключённым Евгением Нужиным. В ролике привязанный Нужин рассказывает, что его якобы похитили из Киева во время его прогулки по улице, и «будут судить». Затем на видеозаписи Нужину кувалдой ломают шею и разбивают голову. Ранее Евгений Нужин был завербован в «ЧВК Вагнера» в одной из российских тюрем, где отбывал наказание за убийство, и отправлен на фронт в Украину в составе «штрафных воинских подразделений» Пригожина. На фронте Нужин, по некоторым данным, оружия в руки не получал и занимался подсобными работами и выносом с поля боя убитых. В начале сентября он сдался в плен украинцам. После публикации, видео с показательным убийством получило широкую огласку, а на канале «Пресс-служба компании „Конкорд“» был опубликован комментарий, в котором от имени владельца «ЧВК Вагнера» Евгения Пригожина видеозапись убийства названа «прекрасной режиссёрской работой», и добавлено, что убийство было осуществлено «справедливыми людьми».
13 ноября 2022 года, после появления видео в интернете, Владимир Осечкин на канале Gulagu.net опубликовал срочное интервью с сыновьями заключённого Евгения Нужина, а также своё обращение к президенту Украины Владимиру Зеленскому, с просьбой разобраться и прояснить ситуацию, каким образом, сдавшийся в плен украинцам российский заключённый Евгений Нужин, оказался в руках «ЧВК Вагнера», где затем был жестоко убит.

#### Причастность Министерства обороны РФ
20 ноября 2022 года на портале Gulagu.net были опубликованы документальные свидетельства о причастности Министерства обороны Российской Федерации к вербовке заключённых на российско-украинскую войну. В том числе были опубликованы видеозаписи того, как «по решению верховного главнокомандующего ВС России В. В. Путина» заключённые, принуждённые жестоким обращением к согласию на участие в войне и к подписанию расписок о неразглашении, направляются в сопровождении конвоев ФСИН и МО РФ на военном транспорте в «лагеря слаживания», такие как показанная на видео войсковая часть № 08807 под Луганском. В нескольких интервью Владимир Осечкин также заявил о том, что команда проекта Gulagu.net получила от своих источников документы, свидетельствующие о том, что роль Евгения Пригожина и НВФ «ЧВК Вагнер» на самом деле является второстепенной и по сути — прикрытием в СМИ того факта, что трёхсторонний контракт заключённые подписывают с ФСИН и с Минобороны РФ.
20 ноября 2022 года ведущий канала «Популярная политика» Майкл Наки опубликовал видеоинтервью с журналистом и редактором «Медиазоны» Дмитрием Трещаниным о результатах проведённого исследования по количеству завербованных МО РФ через Пригожина на войну заключённых. Используя исключительно официальную статистику РФ, «Медиазона» пришла к выводу, что Россия за несколько месяцев уже отправила на войну около 20 000 заключённых. Результаты исследования «Медиазоны» подтвердили ранее приводившиеся правозащитниками проекта Gulagu.net данные об отправляемых на войну верховным главнокомандующим ВС России Владимиром Путиным 20 000 заключённых.

## Препятствования работе проекта
C 2014 года против правозащитников проекта Gulagu.net периодически проводятся кампании дискредитации и они подвергаются преследованию за свою деятельность.
В 2015 году у основателя и координаторов проекта проходили обыски, в отношении основателя проекта развивалось новое уголовное дело о мошенничестве, в результате чего он был вынужден эмигрировать из страны. Он поселился во Франции.
В 2020 году было принято заочное решение об аресте Владимира Осечкина.
24 мая 2021 года Владимир Осечкин заявил о приостановке координирования проекта и сокрытии всех ФИО на сайте, поскольку «не может больше рисковать жизнями координаторов в России». Также, для их безопасности, было принято решение перевезти их в более безопасное для правозащитной деятельности место — в Европу. Тем не менее, по его словам, сайт и горячая линия проекта по прежнему будут работать.
29 июля 2021 года сайт проекта Gulagu.net был заблокирован на территории России.
Прокуратура Саратовской области сначала объявила в розыск, потом прекратила уголовное дело против программиста Сергея Савельева, который передал правозащитникам Gulagu.net видеоархив с пытками заключённых в системе ФСИН.
30 октября 2021 года стало известно, что Роскомнадзор потребовал от YouTube заблокировать видео Gulagu.net с рассказом бывшего заключённого иркутского СИЗО-1 Адама Гисаева об избиениях и инсценировке самоубийства, которым он подвергался. Причина блокировки не указана.
В ноябре 2021 года Facebook удалил аккаунт основателя проекта Gulagu.net Владимира Осечкина на фейсбуке без объяснения причин, сам Владимир объясняет это попыткой давления со стороны российских спецслужб, которое усилилось после публикации секретного видеоархива с пытками.
12 ноября 2021 года МВД России повторно объявило в розыск Владимира Осечкина.
8 февраля 2022 года Осечкин сообщил, что ему стало известно из нескольких источников о готовящемся его убийстве.